# イスタンブール・パーク
イスタンブール・パーク（Istanbul Park）は、トルコのイスタンブール郊外にあるサーキット。2005年のF1トルコグランプリ開催にむけて建設された。設計はヘルマン・ティルケが担当した。

## 概要

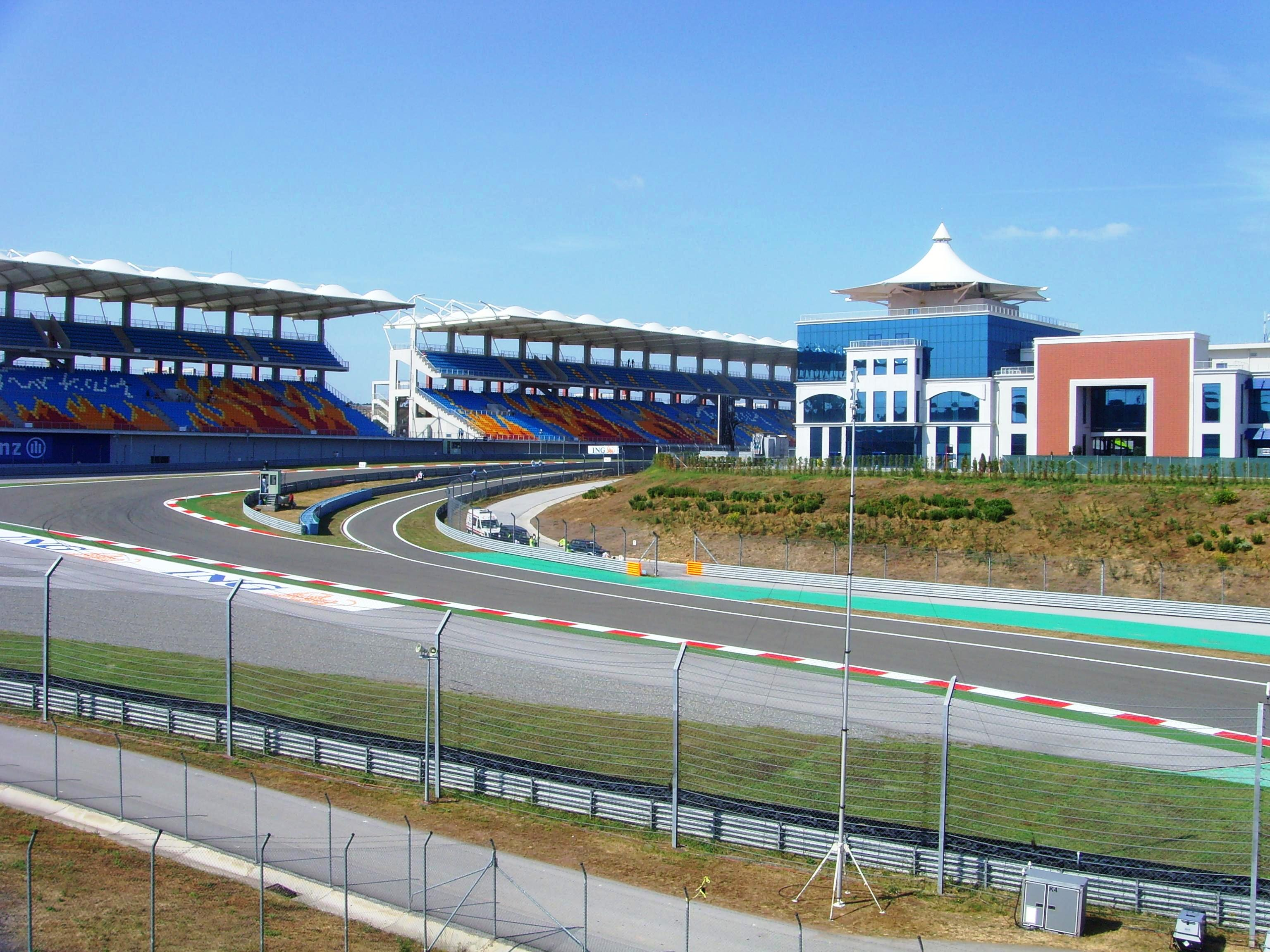
1コーナー側よりピット施設とグランドスタンド

ボスポラス海峡をまたぐイスタンブールのアジア側、サビハ・ギョクチェン国際空港の北東にある丘陵地帯に造成された。充実した設備と安全対策を誇り、起伏が多いレイアウトはベルギーのスパ・フランコルシャンによく似ていると例えられる。F1開催サーキットとしては珍しい、反時計回りのサーキットである。また、以前はバーニー・エクレストンが所有しているサーキットであったが、2012年からトルコの会社インターシティによって管理されている。そして野良犬が侵入することが多い。
ピット施設はイスラム建築風の意匠で建築されている。

## コースレイアウト
コース前半はアップダウンの激しいテクニカルセクション。スタートしてすぐ急斜面を下りながら曲がるターン1、緩やかに上るターン2が待ち受ける。ターン3～6は左、右、左、左とクイックな切り返しが連続し、直線を挟んで急斜面を上るターン7のヘアピンをクリアする。
この次のターン8はF1開催サーキットの中でも有数の難コーナーに挙げられる。3つの頂点（エイペックス）を持つ半複合高速コーナーで、時速260km/hでアプローチし、通過するまでの8秒間に平均3.5G、最大で5Gの遠心力が掛かる。ドライバーやマシンに厳しいのはもちろん、右フロントタイヤには最大1,000kgの荷重がかかるため、タイヤの耐久性が問われる。このコーナーの脱出速度がターン9・10のシケインでのオーバーテイクの鍵を握る。
シケイン通過後は長いバックストレートが続き、右の高速ターン11を抜けたストレートエンドがこのコースの最高速計測地点となる。ターン12はブレーキング勝負によるパッシングポイント。その後、左、右、左と低速のターン12～14を経てメインストレートへと帰ってくる。このスローセクションでも走行ラインの交差による順位の変動が見られる。